# Mauzac (uva)

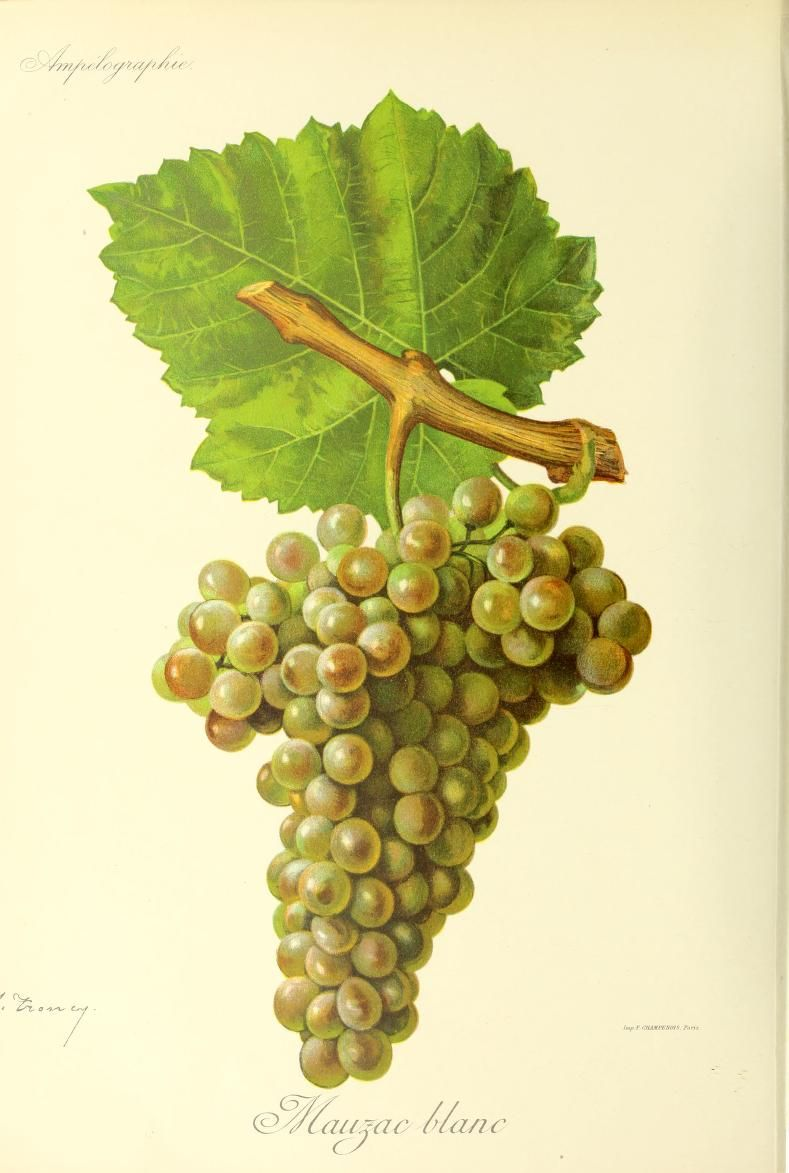
Racimo de mauzac en la obra de Viala y Vermorel.

La mauzac o mauzac blanc es una uva blanca de vino. Crece sobre todo en las AOC Gaillac y Limoux, del suroeste de Francia. En Francia había 3200 ha de la variedad en el 2000.
En Gaillac se mezcla con la len de l'el para crear vinos aromáticos semi-dulces y vinos blancos espumosos. Desde finales de la década de 1980, algunos productores de Gaillac han generado interés en la variedad produciendo mejores vinos. En Limoux, la mauzac es parte del vino blanquette de Limoux, junto la chenin blanc y la chardonnay. No obstante, las plantaciones de mauzac en Limoux han decrecido en favor de la chardonnay. La uva es también una de las siete variedades de uva blanca permitidas en el vino de Burdeos.
La mauzac brota y madura de forma tardía, y tradicionalmente es coscehada tarde, cuando las temperaturas bajan en Limoux. Esto permite una fermentación lenta que conserve azúcares residuales para una segunda fermentación "natural" en primavera, creándose un vino espumoso. En la actualidad, es más común cosechar la mauzac más pronto, para que de un vino más fresco y ácido, pero en este caso carece de muchos de sus aromas particulares.

## Mauzac rose y mauzac noir

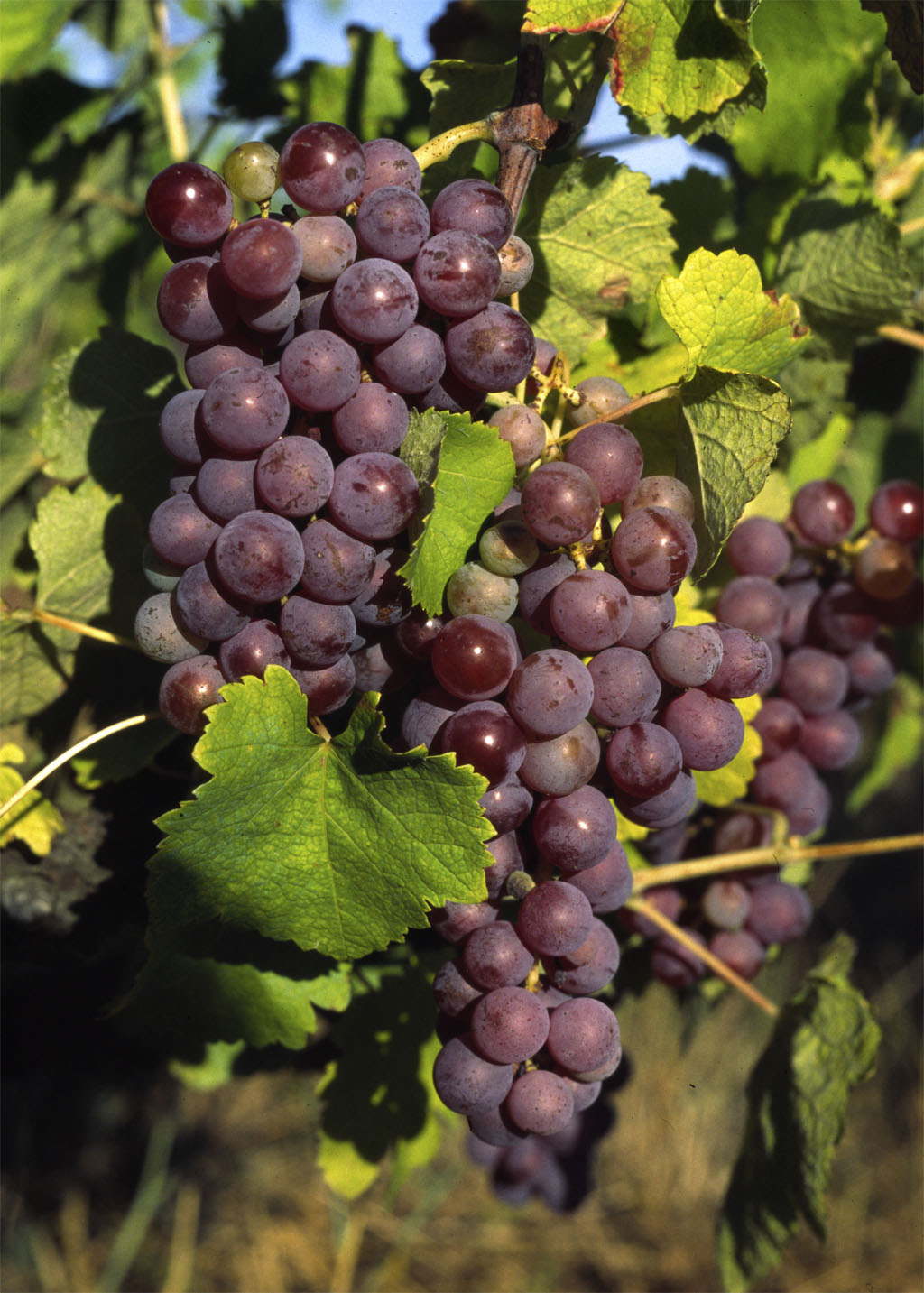
Racimos de mauzac rosé.

Aunque con la palabra mauzac casi siempre se hace referencia a la mauzac blanc, hay también una mauzac rose (rosada) y mauzac noir (tinta). Ambas son poco cultivadas. Mientras que la mauzac rose es una mutación de color de la mauzac blanc, la conocida como mauzac noir es una variedad distinta cuyo parentesco no está claro.

## Sinónimos
La mauzac blanc también es conocida como aiguillon, becquin, bekin, bequin, blanc lafitte, blanquette, blanquette aventice, blanquette de Limoux, blanquette sucrée, caspre, clairac, feuille ronde, gaillac, gaillade, gamet blanc, manzac, maousac, mausac, maussac, mauza, mauza blanca, meauzac, moisac, moissac, moysac, mozac, mozak belyi, peron, perrond, pied rond, plant de gaillac, primard, queue fort, queue roide y sudunais.